# Nickelodeon (televízióadó)
A Nickelodeon (ejtsd: Nikkelodeon; rövidítve Nick) amerikai gyermek- és ifjúsági csatorna a ViacomCBS tulajdonában.

## Története
Elődje a Pinwheel című televíziós műsor, amely 1977-ben indult el. A csatorna 1979. április 1-jén indult ezen a néven. Amerikában a három piacvezető gyerekcsatorna egyike a Cartoon Network és a Disney Channel mellett. Az Egyesült Államokban, Ausztráliában és az Egyesült Királyságban is a jelenlegi legnézettebb gyerekcsatorna.
Európában 1998 novemberében indult Máltán. 1998 karácsonyán elindult Romániában, 2010. február 10-én Csehországban, majd újabb verziója (a kelet-közép-európai) elérhetővé vált Máltán, Csehországban, Magyarországon, Romániában, Szlovákiában és Moldovában. 2011 szeptemberétől Csehországban a Nickelodeon HD-ben is fogható. 2012. november 1-jén kivált a kelet-közép-európai változatból Magyarország és Csehország, és közös változatot alkotnak. A csatorna hangjai Solecki Janka és Tokaji Csaba.

## A csatornát ért támadások
2009-ben a Center for Science in the Public Interest (CSPI) elnevezésű egészséges életmóddal foglalkozó szervezet megállapította, hogy a Nickelodeon ételhirdetéseknek közel nyolcvan százaléka valamilyen egészségtelen, gyermekek számára nem megfelelő tápértékű ételt reklámoz. Az ügyben megpróbálták elérni, hogy a cégeket eltiltsák ezen élelmiszerek reklámozásától olyan csatornákon, ahol a nézők legalább 15%-a nyolc év alatti.
2024 tavaszán egy ötrészes dokumentumfilmsorozat jelent meg Quiet on Set: The Dark Side of Kids TV (Csend a forgatáson – A gyerektévé sötét oldala) címmel, ami bemutatta, hogy a kétezres években főleg a csatorna ekkori nagy sikereit arató sorozatainak írója, Dan Schneider hogy élt vissza a műsorok olyan gyermekkorú szereplőinek kiszolgáltatott helyzetével, mint Amanda Bynes. Rajta kívül is voltak olyan csatornatagok, akik változatos szexuális zaklatásokat követtek el a gyerekszínészek sérelmére. Schneidertől végül 2018-ban vált meg a csatorna.

## Adásváltozatok
| Ország | Régió neve                                   | Nyelv                                                                                 | Indult |
| --- | -------------------------------------------- | ------------------------------------------------------------------------------------- | --- |
| Amerikai Egyesült Államok | Nickelodeon (Egyesült Államok)               | angol                                                                                 | 1979. április 1.                                                                                          |
| Egyesült Királyság · Írország | Nickelodeon (Egyesült Királyság és Írország) | Angol                                                                                 | 1993. szeptember 1.                                                                                       |
| Costa rica | Nickelodeon (Costa rica)                     | spanyol                                                                               | 1996. december 20.                                                                                        |
| Franciaország | Nickelodeon (Franciaország)                  | francia                                                                               | 2005. november 1.                                                                                         |
| Olaszország | Nickelodeon (Olaszország)                    | olasz                                                                                 | 2004. november 1.                                                                                         |
| Ausztrália | Nickelodeon (Ausztrália)                     | ausztrál angol                                                                        | 1995. október 23.                                                                                         |
| Spanyolország | Nickelodeon (Spanyolország)                  | spanyol                                                                               | 1999. március 27.                                                                                         |
| Hollandia | Nickelodeon (Hollandia)                      | holland                                                                               | 2004. december 31.                                                                                        |
| Románia · Málta · Horvátország · Szerbia · Észtország · Szlovénia · Litvánia · Lettország · Bulgária · Oroszország · Moldova · Törökország · Ukrajna | Nickelodeon (Közép- és Kelet-Európa)         | román, horvát, szerb, szlovén, angol, észt, litván, lett, bolgár, orosz, török, ukrán | 2010. február 10.                                                                                         |
| Hongkong · Tajvan | Nickelodeon (Tajvan)                         | kínai                                                                                 | 2008. szeptember 17.                                                                                      |
| Németország · Ausztria · Svájc | Nickelodeon (Németország)                    | német                                                                                 | 1995. július 2.                                                                                           |
| Dánia · Norvégia · Finnország | Nickelodeon (Skandinávia)                    | dán, norvég, finn                                                                     | 1996 |
| Magyarország · Csehország | Nickelodeon (Magyarország és Csehország)     | magyar, cseh                                                                          | 1999. október 6.                                                                                          |
| Délkelet-Ázsia | Nickelodeon (Délkelet-Ázsia)                 | angol                                                                                 | 1998. november 5.                                                                                         |
| Európa | Nickelodeon (Európa)                         | angol                                                                                 | 1993. szeptember 1.                                                                                       |
| Afrika | Nickelodeon (Afrika)                         | angol                                                                                 | 2008. július 4.                                                                                           |
| Arábia | Nickelodeon (Arábia)                         | arab                                                                                  | 2008. július 23.                                                                                          |
| Kanada | Nickelodeon (Kanada)                         | angol                                                                                 | 2009. november 2.                                                                                         |
| Kína | Nickelodeon (Kína)                           | angol                                                                                 | 2006. szeptember 1.                                                                                       |
| Ukrajna | Nickelodeon (Ukrajna)                        | ukrán, orosz, angol                                                                   | 2010. december                                                                                            |
| Görögország | Nickelodeon (Görögország)                    | görög                                                                                 | 2010. szeptember 3.                                                                                       |
| Lengyelország | Nickelodeon (Lengyelország)                  | lengyel                                                                               | 2008. július 10.                                                                                          |
| Brazília | Nickelodeon (Brazília)                       | portugál                                                                              | 1996. december 20.                                                                                        |
| Törökország | Nickelodeon (Törökország)                    | török                                                                                 | 1997. december 10., de 2011. augusztus 31. megszűnt és 2012. március 1-től újra megy                      |
| India · Srí Lanka · Banglades | Nickelodeon (India)                          | angol, hindi, tamil, telugu                                                           | 1999. április 23.                                                                                         |
| Fülöp-szigetek | Nickelodeon (Fülöp-szigetek)                 | angol                                                                                 | 2011. április 1.                                                                                          |
| Független Államok Közössége | Nickelodeon (Oroszország)                    | orosz                                                                                 | 1998. november 15.                                                                                        |
| Japán | Nickelodeon (Japán)                          | japán                                                                                 | 1998. november, de a nézettség miatt 2009. szeptember 30-án megszűnt, de a csatorna 2018-ban újra indult. |
| Dél-Korea | Nickelodeon (Dél-Korea)                      | koreai                                                                                | 2010 |
| Új-Zéland | Nickelodeon (Új-Zéland)                      | angol                                                                                 | 2006. augusztus 1., de 2010-ben megszűnt és helyette az ausztrál változatot használják                    |
| Portugália | Nickelodeon (Portugália)                     | portugál                                                                              | 2005. szeptember 1.                                                                                       |
| Izrael | Nickelodeon (Izrael)                         | héber                                                                                 | 2003. július                                                                                              |
| Indonézia | Nickelodeon (Indonézia)                      | angol, indonéz                                                                        | 1993 |
| Malajzia | Nickelodeon (Malajzia)                       | angol, maláj, mandarin                                                                | 1993 |
| Pakisztán | Nickelodeon (Pakisztán)                      | hindi                                                                                 | 2002. november 23.                                                                                        |
| Svédország | Nickelodeon (Svédország)                     | svéd                                                                                  | 2008. június 18.                                                                                          |

## Logó

A Nickelodeon logója 1979-ben
A Nickelodeon logója 1980-ban
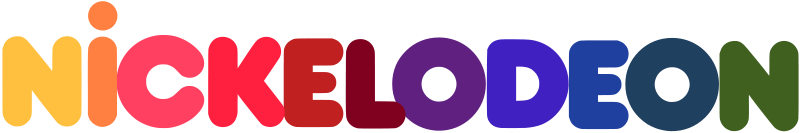
Korábbi logó 1981 és 1984 között.
Korábbi logó 1984 és 2006 között.
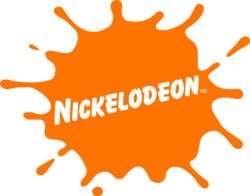
Korábbi logó 2006 és 2009 között.
Korábbi logó 2009 és 2017 között.
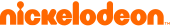
Korábbi logó 2017 és 2023 között.
Nickelodeon HD logó
A Nickelodeon logója 2023-tól.